# 許景澄

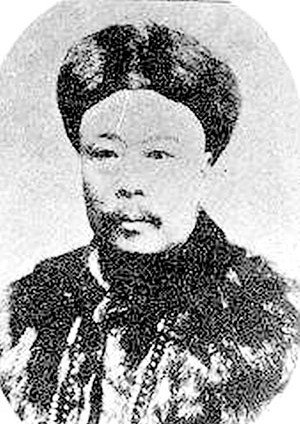
許景澄

許 景澄（きょ けいちょう、Xu Jingcheng、1845年 - 1900年）は、清末の外交官・官僚。もとの名は癸身。字は倬畇、号は竹篔または竹筠。
浙江省嘉興府嘉興県の出身。1868年に進士となり、庶吉士に選ばれ、翰林院編修となった。1884年、フランス・ドイツ・イタリア・オーストリア・オランダ・ベルギー公使となった。在任中は戦艦「定遠」の接受を行い、そのうえ自ら造船工場を視察し、『外国師船表』を著して朝廷に海防の強化を訴えた。1890年、再びロシア・ドイツ・オーストリア・オランダ公使となり、内閣学士に昇進した。1892年、ロシアがパミール高原に出兵した時は国境交渉にあたっている。
1896年、露清銀行とサンクトペテルブルクで東清鉄道の敷設に関する協約を結んだ。
1898年、総理各国事務衙門大臣・礼部左侍郎・中東鉄路公司督弁に任命された。後に吏部に転出し、京師大学堂（現在の北京大学）総教習・管学大臣に充てられた。
1900年、義和団の乱が発生すると、許景澄は義和団を北京に入れないよう尽力した。しかし八カ国連合軍が大沽砲台を占領すると、朝廷は義和団を利用するようになり、さらに官兵に各国公使館を攻撃させた。許景澄は徐用儀・袁昶とともに、義和団を頼みにして各国に宣戦布告することのないよう諫言した。しかし西太后の怒りを買い、7月29日に袁昶とともに処刑された。
1909年、文粛の諡号が贈られ、徐用儀・袁昶とともに「三忠」と称され、杭州西湖の孤山の南麓に三忠祠が建てられた。